# Grancy
Grancy ist eine politische Gemeinde im Distrikt Morges des Kantons Waadt in der Schweiz.

## Geographie
Grancy liegt auf 581 m ü. M., 9 km nördlich der Bezirkshauptstadt Morges (Luftlinie). Das Haufendorf erstreckt sich auf dem Hochplateau im äussersten Südwesten des Gros de Vaud, im Waadtländer Mittelland.
Die Fläche des 5,7 km² grossen Gemeindegebiets umfasst einen Abschnitt des leicht gewellten Hochplateaus des Waadtländer Mittellandes. Der nur wenig gegliederte Gemeindeboden wird im Norden durch den Flusslauf des Veyron begrenzt. Nach Westen erstreckt sich die Fläche in das Waldgebiet der Grandes Perrauses und Petites Perrauses und erreicht auf dem Mont Pelloux mit 614 m ü. M. den höchsten Punkt von Grancy. Von der Gemeindefläche entfielen 1997 5 % auf Siedlungen, 27 % auf Wald und Gehölze und 68 % auf Landwirtschaft.
Zu Grancy gehören die südlich des Veyron gelegenen Häuser des Weilers Saint-Denis (572 m ü. M.) und einige Einzelhöfe. Die Nachbargemeinden von Grancy sind im Norden La Chaux (Cossonay), im Osten Senarclens, im Südosten Vullierens, im Südwesten Hautemorges und im Nordwesten Chavannes-le-Veyron.

## Bevölkerung
Mit 546 Einwohnern (Stand 31. Dezember 2023) gehört Grancy zu den kleinen Gemeinden des Kantons Waadt. Von den Bewohnern sind 92,1 % französischsprachig, 4,0 % deutschsprachig und 1,5 % englischsprachig (Stand 2000). Die Bevölkerungszahl von Grancy belief sich 1850 auf 363 Einwohner, 1900 noch auf 296 Einwohner. Nachdem die Bevölkerung bis 1970 auf 226 Personen abgenommen hatte, wurde wieder eine deutliche Bevölkerungszunahme beobachtet.

## Wirtschaft
Grancy war bis in die zweite Hälfte des 20. Jahrhunderts ein vorwiegend durch die Landwirtschaft geprägtes Dorf. Noch heute haben der Ackerbau, der Obstbau, die Viehzucht und die Forstwirtschaft eine wichtige Bedeutung in der Erwerbsstruktur der Bevölkerung. Weitere Arbeitsplätze sind im lokalen Kleingewerbe und im Dienstleistungssektor vorhanden. In Saint-Denis befanden sich seit dem Ende des 17. Jahrhunderts zwei Mühlen, welche die Wasserkraft des Veyron nutzten. Die letzte wurde erst 1967 aufgegeben. In den letzten Jahrzehnten hat sich das Dorf zu einer Wohngemeinde entwickelt. Viele Erwerbstätige sind deshalb Wegpendler, die vor allem im Grossraum Lausanne arbeiten.

## Verkehr
Die Gemeinde ist verkehrstechnisch recht gut erschlossen. Sie liegt an der Hauptstrasse von Cossonay nach Aubonne. Durch einen Postautokurs, der von Morges via Cottens nach Cossonay verkehrt, ist Grancy an das Netz des öffentlichen Verkehrs angebunden.

## Geschichte
Auf dem Gemeindegebiet von Grancy wurden Überreste einer römischen Villa entdeckt, die wahrscheinlich auch während der Burgunderzeit noch bewohnt war. In der Nähe befand sich ein burgundisches Gräberfeld. Die erste urkundliche Erwähnung des Ortes erfolgte 1202 unter dem Namen Grantie. 1219 erschien die Bezeichnung Grancie und 1572 Grancier.
Grancy gehörte seit dem Mittelalter zur Herrschaft Cossonay, nach 1677 wurde es eine eigene Herrschaft. Mit der Eroberung der Waadt durch Bern im Jahr 1536 kam das Dorf unter die Verwaltung der Vogtei Morges. Nach dem Zusammenbruch des Ancien Régime gehörte Grancy von 1798 bis 1803 während der Helvetik zum Kanton Léman, der anschliessend mit der Inkraftsetzung der Mediationsverfassung im Kanton Waadt aufging. 1798 wurde es dem Bezirk Cossonay zugeteilt.

## Sehenswürdigkeiten
Die reformierte Pfarrkirche wurde 1764 bis 1770 auf den Fundamenten eines mittelalterlichen Vorgängerbaus errichtet. Im 17. Jahrhundert wurde das heutige Schloss erbaut, das Gemeindehaus stammt von 1754. Im alten Ortskern sind mehrere charakteristische Bauernhäuser aus dem 16. bis 18. Jahrhundert erhalten.

## Söhne und Töchter des Ortes
- Samuel Auguste Tissot (1728–1797), Arzt
- Auguste Pidou (1754–1821), Politiker
- Claudia Comte (* 1983), Künstlerin